# جيريمي باول (كاتب)
جيريمي باول (بالإنجليزية: Jeremy Paul)‏ هو كاتب سيناريو بريطاني، ولد في 29 يوليو 1939 في Bexhill-on-Sea ‏ في المملكة المتحدة، وتوفي في 3 مايو 2011.

## وصلات خارجية
- جيريمي باول على موقع IMDb (الإنجليزية)
- جيريمي باول على موقع قاعدة بيانات الفيلم (الإنجليزية)
- جيريمي باول على موقع كينوبويسك (الروسية)